# Österrikes Grand Prix 2002
Österrikes Grand Prix 2002 var det sjätte av 17 lopp ingående i formel 1-VM 2002.

## Rapport
Detta var det lopp där Rubens Barrichello i Ferrari fick stallorder att hålla igen i den sista kurvan så att hans stallkamrat Michael Schumacher kunde vinna loppet. Detta gjorde fansen på plats och över hela världen mycket upprörda, vilket eventuellt bidrog till att ett förbud mot stallorder som påverkade placeringarna i loppet infördes.
Vid den efterföljande prisceremonin kände Schumacher av publiktrycket och knuffade istället upp brasilianen Barrichello på den översta pallplatsen, där denne stod medan den tyska nationalsången spelades. FIA bedömde detta tilltag som ett regelbrott och dömde Ferrari, Schumacher och Barrichello till att tillsammans böta 1 miljon dollar.

## Resultat
1. Michael Schumacher, Ferrari, 10 poäng
2. Rubens Barrichello, Ferrari, 6
3. Juan Pablo Montoya, Williams-BMW, 4
4. Ralf Schumacher, Williams-BMW, 3
5. Giancarlo Fisichella,  Jordan-Honda, 2
6. David Coulthard, McLaren-Mercedes, 1
7. Jenson Button, Renault
8. Mika Salo, Toyota
9. Allan McNish, Toyota
10. Jacques Villeneuve, BAR-Honda (varv 70, motor)
11. Heinz-Harald Frentzen, Arrows-Cosworth
12. Mark Webber, Minardi-Asiatech

### Förare som bröt loppet
- Jarno Trulli, Renault (varv 44, bränsletryck)
- Alex Yoong, Minardi-Asiatech (42, motor)
- Eddie Irvine, Jaguar-Cosworth (38, hydraulik)
- Nick Heidfeld, Sauber-Petronas (27, kollision)
- Takuma Sato, Jordan-Honda (26, kollision)
- Olivier Panis, BAR-Honda (22, motor)
- Felipe Massa, Sauber-Petronas (7, upphängning)
- Kimi Räikkönen, McLaren-Mercedes (5, motor)
- Enrique Bernoldi, Arrows-Cosworth (2, kollision)
- Pedro de la Rosa, Jaguar-Cosworth (0, gasspjäll)

## VM-ställning
| Förarmästerskapet 1. Michael Schumacher, Ferrari, 54 2. Juan Pablo Montoya, Williams-BMW, 27 3. Ralf Schumacher, Williams-BMW, 23 | Konstruktörsmästerskapet 1. Ferrari, 66 2. Williams-BMW, 50 3. McLaren-Mercedes, 14 |